# Ugo Sivocci

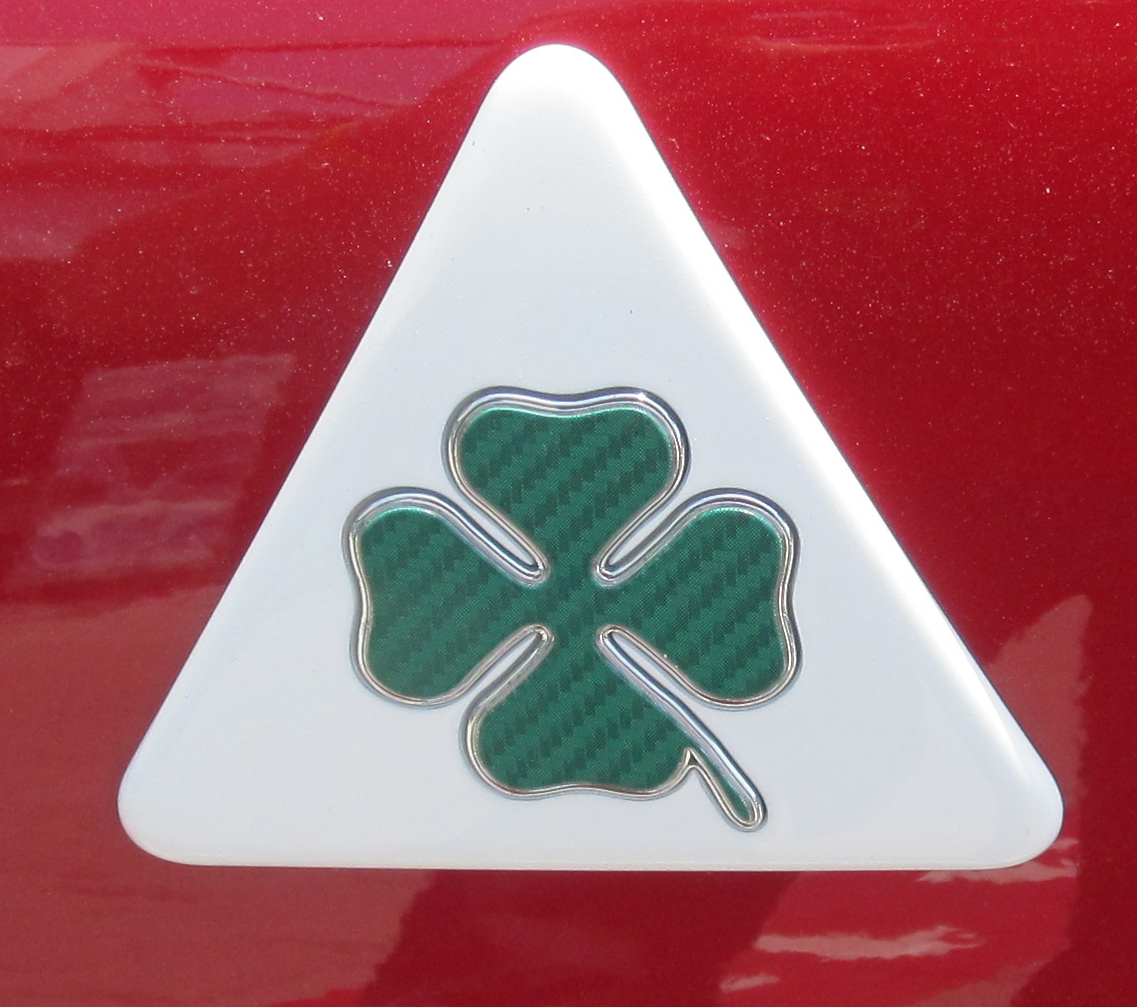
Quadrifoglio Verde utilisé sur certaines Alfa Romeo depuis la mort de Sivocci

Ugo Sivocci (né le 29 août 1885 à Salerne, mort en course le 8 septembre 1923 à Monza) est un conducteur italien de voiture de course.

## Biographie
Sivocci commença sa carrière comme conducteur de motocycles de course. Après la Première Guerre mondiale, il travailla comme mécanicien d'automobile à Milan. Devenu ami d'Enzo Ferrari, il fut engagé en 1920 par Alfa Romeo pour rejoindre son équipe de trois coureurs d'automobile, avec Antonio Ascari et Enzo Ferrari.
Avec une Alfa Romeo 20-30 HP ES Sport, il finit second de la course Parme-Poggio Berceto. En 1923, il commença à conduire une Alfa Romeo RL et rapidement gagna plusieurs courses. La même année, il gagna la Targa Florio qui fut sa plus grande victoire et montra une suprématie des voitures Alfa Romeo avec Antonio Ascari à la seconde place et Giulio Masetti à la quatrième.
Plus tard dans l'année, Sivocci trouva la mort à Monza en testant la nouvelle Alfa Romeo P1 de Giuseppe Merosi. Le jour même de l'accident, un communiqué de presse de l'ingénieur Nicola Romeo a annoncé le retrait des autres voitures Alfa Romeo. La voiture de Sivocci a été ornée avec le célèbre Trèfle à quatre feuilles vert (Quadrifoglio Verde) sur un fond blanc pour désormais porter chance aux voitures Alfa Romeo. Le numéro 17 de la voiture de Sivocci n'a plus jamais été assigné aux voitures de course italiennes.

## Résultats majeurs
- 1909, Turin-Col de Sestrière, vainqueur
- 1921, Parme-Poggio Berceto, second.
- 1921, circuit de Mugello, quatrième.
- 1922, Targa Florio, neuvième.
- 1923, Targa Florio, vainqueur.